# Zalmoxes

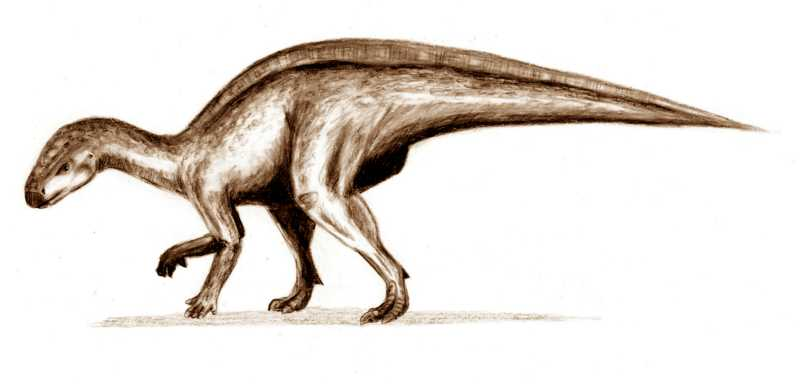
Zeichnerische Darstellung von Rhabdodon

Zalmoxes ist eine Gattung von Ornithopoden aus der späten Oberkreide, deren Fossilien im Hateg-Becken in Rumänien gefunden wurden. Die Typus-Art Zalmoxes robustus wurde 1902 von Franz Baron Nopcsa unter dem Namen Mochlodon robustus erstbeschrieben.

## Merkmale
Die von Nopcsa beschriebenen Fossilien von Zalmoxes waren sehr gut erhalten. Es war robust gebaut, hatte einen rundlichen Rumpf und einen relativ großen Kopf mit spitz zulaufenden Kiefern. Der Schädel war kürzer und kompakter als bei anderen Ornithopoden. Es hatte zehn bis zwölf Zähne im Oberkiefer. Aus der Proportion der Gliedmaßen kann man schließen, dass Zalmoxes ein bipeder, also ein auf zwei Beinen laufender, Dinosaurier war. Allerdings sprechen die Breite der Hüfte und des Körpers dafür, dass die Hinterbeine weiter auseinander standen als bei anderen Ornithopoden. Insgesamt wurde Zalmoxes 4 m lang.

## Systematik
Zalmoxes wurde ursprünglich der Gattung Mochlodon zugerechnet, 1915 ordnete Nopcsa die Funde der Gattung Rhabdodon zu. Er erkannte später die enge Verwandtschaft zu Hypsilophodon oder Camptosaurus. Da zu Rhabdodon im 20. Jahrhundert wenig veröffentlicht wurde, konnte ein detaillierter Vergleich nicht gemacht werden. Neuere Untersuchungen führten dazu, dass Zalmoxes und Rhabdodon in die Familie Rhabdodontidae zusammengefasst werden. Im Kladogramm stehen sie zwischen Hypsilophodon und den Iguanodontia.
|  | Zalmoxes  |
|  |           |
|  | Rhabdodon |
|  |           |

|  | Iguanodontia |
|  |              |

|  | Zalmoxes  |
|  |           |
|  | Rhabdodon |
|  |           |

|  | Iguanodontia |
|  |              |

|  | Zalmoxes  |
|  |           |
|  | Rhabdodon |
|  |           |

|  | Iguanodontia |
|  |              |

|  | Zalmoxes  |
|  |           |
|  | Rhabdodon |
|  |           |

|  | Iguanodontia |
|  |              |

Laut Norman ist die Rhabdodontidae aufgelöst und Zalmoxes ist ein basaler Iguanodontia.

## Paläoökologie

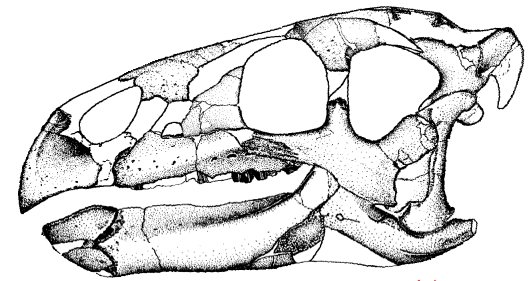
Schädelrekonstruktion von Zalmoxes

Zalmoxes teilte sich den Lebensraum vor allem mit anderen Ornithischiern. Nopcsa beschrieb aus dem Hateg-Becken den Hadrosaurier Telmatosaurus transylvanicus und den Nodosauriden Struthiosaurus transylvanicus. Das Hateg-Becken barg auch einen Sauropoden namens Magyarosaurus. All diese Dinosaurier waren relativ klein, sie maßen ca. 3 bis 6 m Länge.
Der Lebensraum von Zalmoxes war eine Insel, womöglich eine Vulkaninsel, was die geringe Größe der Dinosaurier erklären würde (Inselverzwergung).

## Bedeutung des Fundes
Nopcsa entwickelte in den 1920er-Jahren die Theorie, dass es sich bei den Dinosauriern aus dem Hateg-Becken um endemische, auf einer Insel lebende Arten gehandelt hat. Sie seien Nachfahren weit verbreiteter, aus einer früheren Periode des Mesozoikums stammender Gattungen. Nach dem Ersten Weltkrieg ließen paläontologische Untersuchungen nach, die erst in den 1970er-Jahren wieder aufgenommen wurden.